# Placido Herrera
Placido Herrera Briones (data de nascimento e morte desconhecidos) foi um ciclista olímpico mexicano. Representou sua nação em dois eventos nos Jogos Olímpicos de Verão de 1948.